# سرمایه‌گذاری گوانگدونگ
سرمایه‌گذاری گوانگدونگ (انگلیسی: Guangdong Investment) شرکت املاک چینی است، که در سال ۱۹۸۸ تأسیس شد.